# República Quemer
A República Quemer (em quemer: សាធារណរដ្ឋខ្មែរ) foi um período da história do Camboja que compreende o golpe de Estado contra o então príncipe Norodom Sihanouk, dando fim ao Reino do Camboja, pelo general Lon Nol, que se apresentou como chefe de Estado da nova política que chamou de República Quemer. Este novo Estado se alinhou aos Estados Unidos e ao Vietnã do Sul contra o Vietnã do Norte e o Viet Cong, cedeu seu território para bases estadunidenses para essa finalidade e entrou em confronto com os guerrilheiros do Quemer Vermelho, liderado por Pol Pot. O declínio do poder dos Estados Unidos na Guerra do Vietnã enfraqueceu o governo de Lon Nol, que caiu em 17 de abril de 1975 com a vitória do Quemer Vermelho, que fundou o Kampuchea Democrático. O golpe de Estado de Lon Nol ao príncipe Norodom Sihanouk foi a principal causa do ingresso do Camboja diretamente na Guerra do Vietnã. Durante este período, os Estados Unidos com a autorização do presidente Richard Nixon deu inicio a um programa de bombardeios intensos no nordeste do país, que causou muitas baixas de civis e não fez outra coisa senão reforçar os guerrilheiros do Quemer Vermelho. Lon Nol foi evacuado pelos norte-americanos no início de abril de 1975 e morreu no Havaí em 1985.

## 1970: deposição de Norodom Sihanouk
No dia 8 de março de 1970, enquanto o príncipe Norodom Sihanouk encontrava-se na França, oficialmente por razões médicas, várias manifestações ocorreram na província de Svay Rieng, localizada na fronteira com o então Vietnã do Sul, contra a presença de tropas vietnamitas na região. Os protestantes alegavam serem vítimas de requisições de pessoal e veículos para o transporte de material bélico e de serem alvo de limitações de sua liberdade de circulação por medidas administrativas vexatórias.
Esta manifestação foi seguida por outra, de maiores proporções e realizada em 11 de março na capital Phnom Penh, porém ela acabou por degenerar-se em um tumulto de natureza anti-vietnamita, durante o qual as representações norte-vietnamita e da Frente Nacional para a Libertação do Vietnã (FNL, cujos membros eram chamados de vietcongues) foram saqueadas. Ao que tudo indica, este levante foi no mínimo tolerado, e possivelmente ativamente organizado pelo então primeiro-ministro Lon Nol e pelo seu assistente, o príncipe Sisowath Sirik Matak. No dia seguinte, Lon Nol fechou o porto de Sihanoukville (que era usado para contrabandear armamentos para a FNL), e lançou um ultimato para os vietcongues: todas as forças vietnamitas presentes no Camboja deveriam ser evacuadas dentro de 72 horas (isto é, no mais tardar, até 15 de março) ou receberiam retaliações militares. Apesar desses atos, em contradição explícita com a política do príncipe Sihanouk de tolerância parcial com as atividades norte-vietnamitas, aparentemente Lon Nol apresentou uma grande resistência em demitir o chefe de Estado: a princípio ele queria provavelmente apenas demostrar uma maior pressão sobre o Vietnã do Norte.